# Øyvind Skaanes
Øyvind Skaanes (Trondheim, 29 maggio 1968) è un ex fondista norvegese.

## Biografia
In Coppa del Mondo ottenne il primo risultato di rilievo il 9 dicembre 1989 a Salt Lake City (13°) e come migliori risultati due sesti posti.
In carriera prese parte a due edizioni dei Campionati mondiali, vincendo una medaglia.

## Palmarès

### Mondiali
- 1 medaglia:
  - 1 oro (staffetta[1] a Val di Fiemme 1991)

### Coppa del Mondo
- Miglior piazzamento in classifica generale: 19º nel 1990